# والپرومید
والپرومید (به انگلیسی: Valpromide) یک ترکیب شیمیایی با شناسه پاب‌کم ۷۱۱۱۳ است. شکل ظاهری این ترکیب، بلورهای سفید است.